# Skunks Pepé Le Swąd
Skunks Pepé Le Swąd (ang. Pepé Le Pew) – czarno-biały, romantyczny skunks, który pojawił się po raz pierwszy w kreskówce z serii Zwariowane melodie pt. Kociak i jego odorator (ang. Odor-able Kitty) w 1945 roku. Okropnie śmierdzący skunks Pepé Le Swąd podkochuje się w czarno-białych kotkach, które myli ze skunksami płci żeńskiej.
Postać ostatnimi czasy stała się obiektem kontrowersji. Niektórzy zaliczali go do tzw. kultury gwałtu. Od 2021 nie pojawia się w żadnym nowym projekcie Warner Bros, w tym w "Kosmiczny mecz: Nowa era".